# Catoptrus nitidus
Catoptrus nitidus är en kräftdjursart som beskrevs av Alphonse Milne-Edwards 1870. Catoptrus nitidus ingår i släktet Catoptrus och familjen simkrabbor. Inga underarter finns listade i Catalogue of Life.